# وست مریان (کارولینای شمالی)
وست مریان (به انگلیسی: West Marion) شهری در ایالت کارولینای شمالی کشور ایالات متحده آمریکا است که جمعیت آن در سرشماری سال ۲۰۱۰ میلادی، ۱٬۳۴۸ نفر بوده‌است.